# Dom Dom

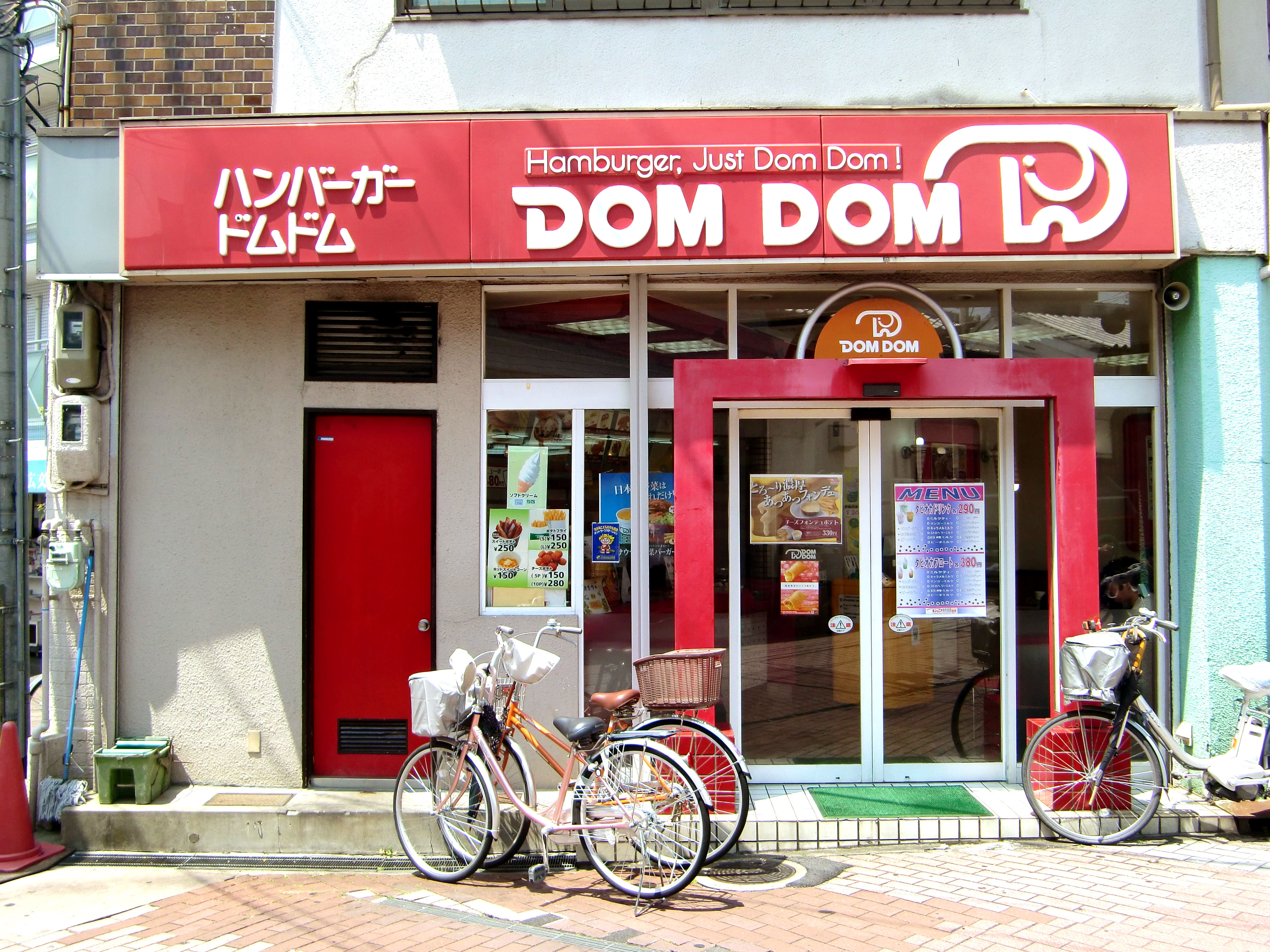
Dom Dom ở Ibaraki, Ibaraki

Dom Dom là chuỗi nhà hàng thức ăn nhanh Nhật Bản do hãng Dom Dom Food Service, Inc điều hành. Nó từng được Orange Food Court, Inc nắm quyền điều hành trước tháng 7 năm 2017. Dom Dom là chuỗi cửa hàng hamburger đầu tiên mở tại Nhật Bản, với nhà hàng đầu tiên được khai trương vào tháng 2 năm 1970.

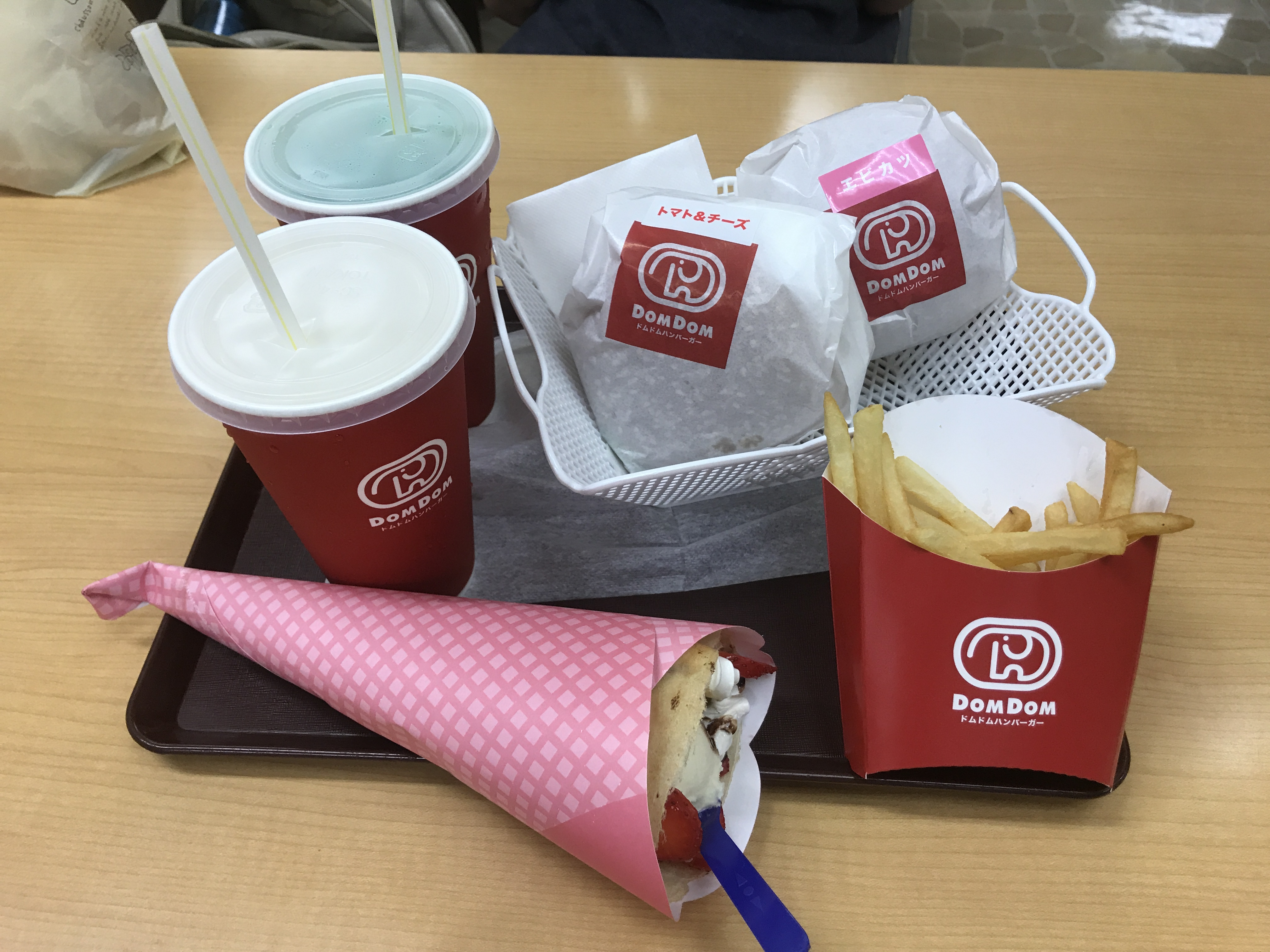
Món ăn tại Dom Dom
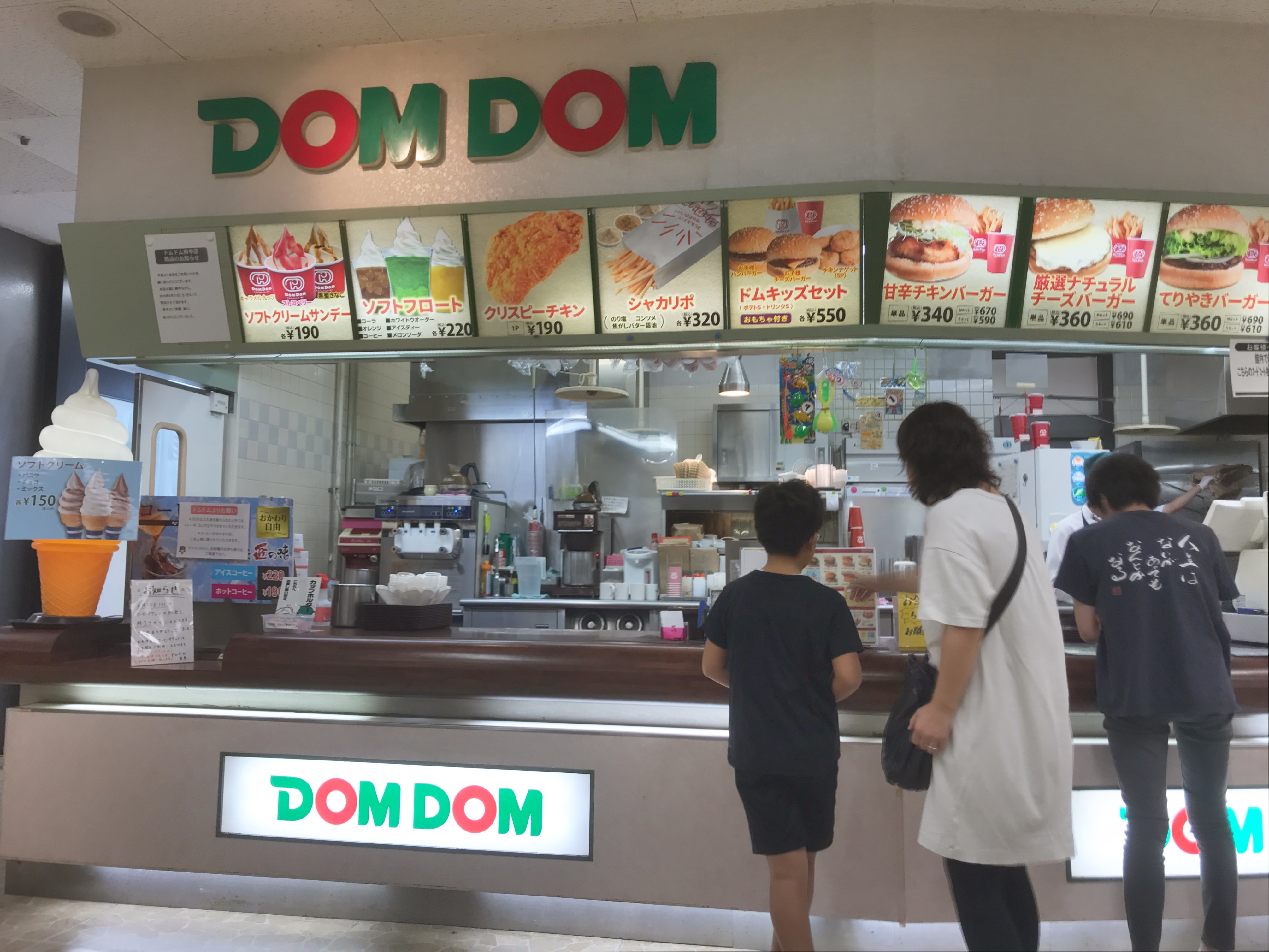
Quầy tính tiền